# Eduardo Fernández San Román

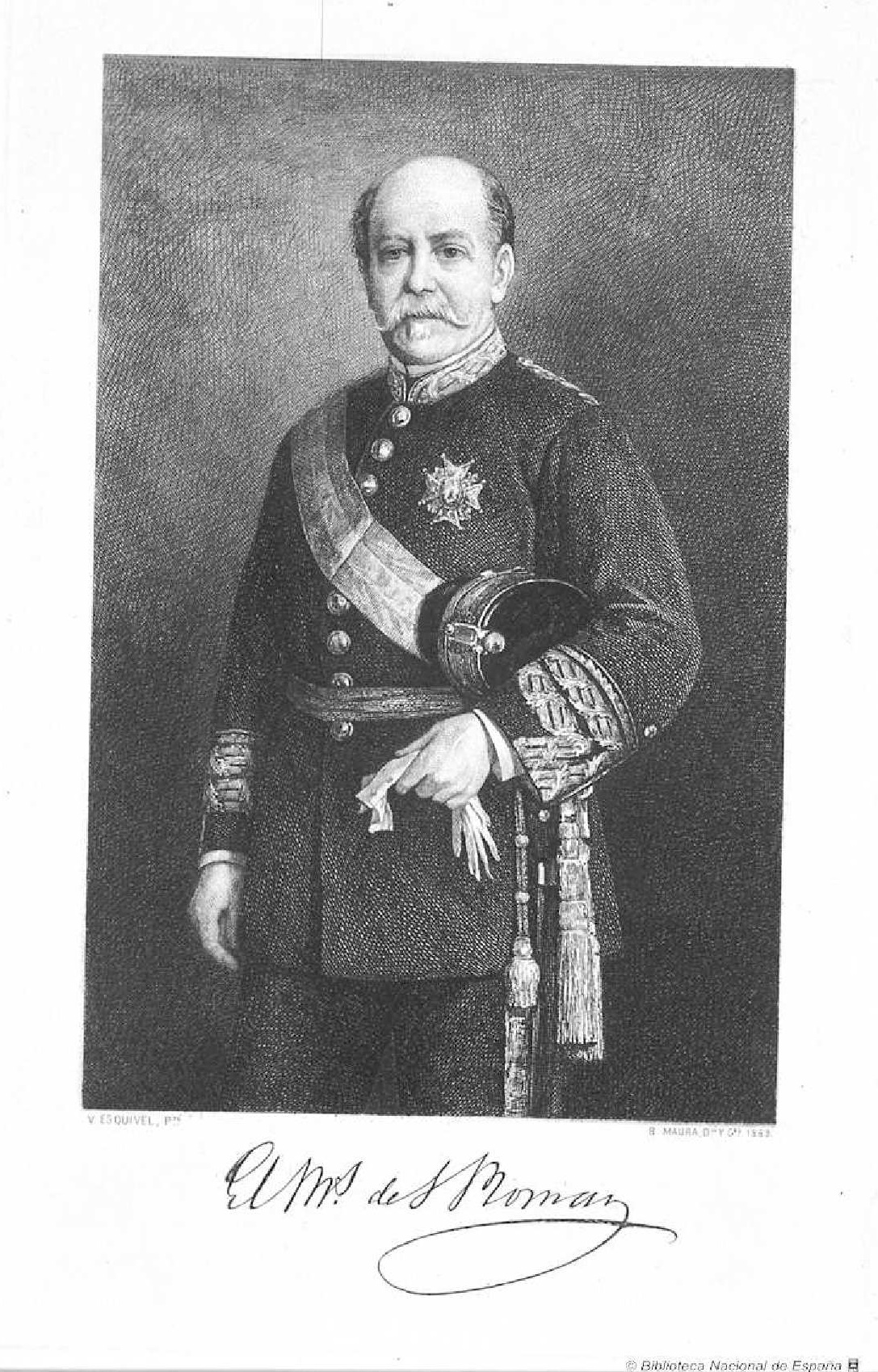
Retrato de Eduardo Fernández San Román, 1889, grabado de Bartolomé Maura y Montaner según Vicente Esquivel. Biblioteca Nacional de España.

Eduardo Fernández San Román y Ruiz, marqués de San Román (Zaragoza, 13 de octubre de 1818-Madrid, 14 de diciembre de 1887) fue un militar y político español, teniente general y senador del reino.

## Biografía
Ingresó como cadete en el Ejército en 1829. En 1835 se integró en el segundo regimiento de la Guardia Real, participando a continuación en la primera guerra carlista, donde consiguió varias condecoraciones. Al cabo de esta ingresó en el Estado Mayor, dedicándose habitualmente a labores administrativas ascendiendo por antigüedad: en el año 1844 era coronel, ascendió a brigadier en 1847, a mariscal de campo en 1853 y a teniente general en 1866. Antes había sido ministro de Guerra interino en ausencia de su titular del 7 al 17 de julio de 1854, siendo finalmente director general de Infantería en 1875.
Además, dentro del Ejército ostentó el cargo de director de la revista militar, de la cual fue su fundador, subsecretario en el Ministerio de la Guerra, inspector de Carabineros, capitán general de varios distritos, presidente de la Junta Superior Consultiva de Guerra y director general de ingenieros militares. Al proclamarse la primera República española emigró a Francia y consiguió la rehabilitación de sus cargos con la Restauración. 
Fue nombrado senador vitalicio en las Cortes de 1853. En 1879 se le concedió el título de marqués de San Román. Caballero Gran Cruz de las Reales y distinguidas órdenes de San Hermenegildo, Carlos III, Isabel la Católica, Cristo (Portugal) y San Luis (Parma), bibliófilo y coleccionista, legó en 1888 a la Real Academia de la Historia su importante biblioteca, con obras de tema diverso, especialmente de carácter militar.